# 1930 en sport automobile
Chronologie du Sport automobile

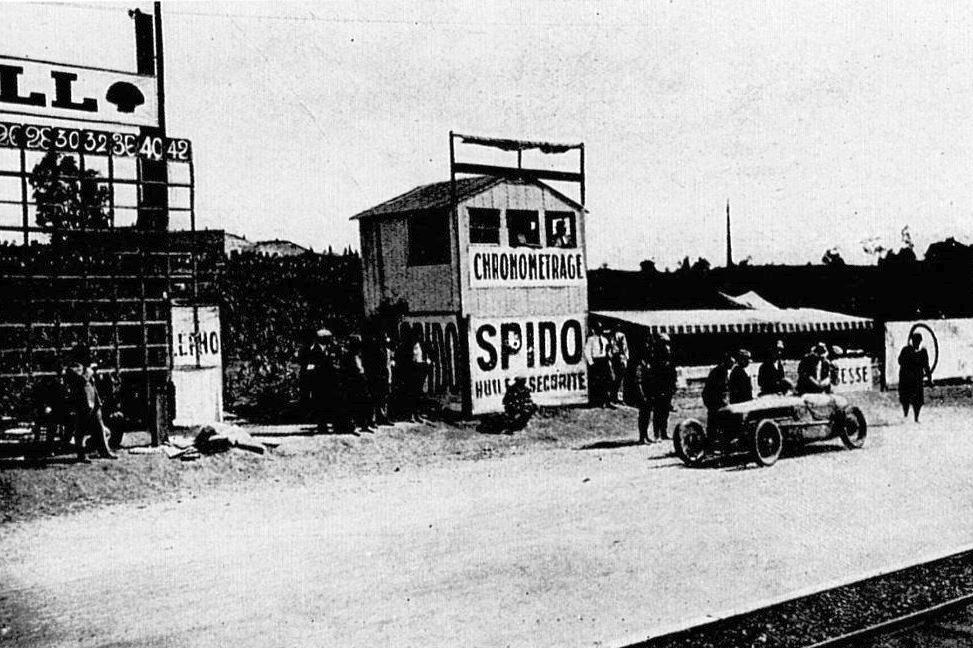
Anne-Cécile Rose-Itier, au Grand Prix de l'Algérie 1930.

1929 en sport automobile - 1930 en sport automobile - 1931 en sport automobile

## Faits marquants de l'année1930
- Le Français Hector Petit remporte le Rallye Monte-Carlo sur une Licorne.

## Par mois

### Mars
- 23 mars : Grand Prix de Tripoli.

### Avril
- 6 avril : Grand Prix de Monaco.

### Mai
- 4 mai : Targa Florio.
- 30 mai : 500 miles d'Indianapolis

### Juin
- 9 juin : Grand Prix des Frontières.
- 21-22 juin : huitième édition des 24 Heures du Mans. Victoire de Woolf Barnato et Glen Kidston sur une Bentley.

### Juillet
- 20 juillet :
  - Grand Prix de Belgique.
  - Grand Prix de l'Eifel.

### Août
- 17 août : Grand Prix de Pescara.
- 23 août : RAC Tourist Trophy.

### Septembre
- 7 septembre : Grand Prix de Monza.
- 8 septembre : Grand Prix de Lviv.
- 21 septembre : Grand Prix de France.
- 28 septembre : Grand Prix de Tchécoslovaquie.

### Octobre
- 5 octobre : Grand Prix de Saint Sebastian.

## Naissances
- 13 février : Juan Fernández, pilote de courses de côte espagnol.
- 15 février : Horácio Carvalho de Macedo, pilote de rallyes portugais.
- 21 janvier : John Campbell-Jones, coureur britannique.
- 25 janvier : Heinz Schiller, pilote suisse. († 23 mars 2007).
- 31 janvier : Joakim Bonnier, coureur suédois de Formule 1, ayant disputé 104 Grand Prix de 1956 à 1971. († 11 juin 1972).
- 15 avril : Jem Marsh, ingénieur, fabricant d'automobiles et pilote britannique. († 2 mars 2015).
- 12 juin : Innes Ireland, pilote, ingénieur et journaliste britannique. († 22 octobre 1993).
- 12 juillet : Guy Ligier, pilote français également connu pour avoir fondé sa propre écurie de Formule 1, Ligier. († 23 août 2015).
- 5 août : Richie Ginther, pilote américain, ayant disputé 52 GP de Formule 1 de 1960 à 1966, († 20 septembre 1989).
- 7 octobre : Bernard Collomb, pilote français, ayant disputé 28 Grand Prix de Formule 1 dont 24 hors championnat. († 19 septembre 2011).
- 10 octobre : Eugenio Castellotti, pilote italien. († 14 mars 1957).
- 29 octobre : Bernie Ecclestone, pilote de course et ancien directeur d'une écurie de F1, devenu ensuite le grand organisateur de la Formule 1.
- 2 décembre : David Piper, pilote anglais de Formule 1 et de voitures de sport.
- 7 décembre : Richard C. Tullius, dit Bob Tullius, pilote américain.
- 11 décembre : Jean-Louis Trintignant, acteur français, a également été pilote de course.

## Décès
- 13 juin : Henry Segrave, pilote automobile britannique. (° 22 septembre 1896).